# Turul României 2006
Ediția a 43-a a Turului României s-a desfășurat în perioada 15 iulie – 23 iulie 2006 pe un traseu format din 8 etape și un prolog.
Cea mai lungă etapă, a doua, a măsurat 186 km, pe ruta Vălenii de Munte – Brașov – Miercurea Ciuc, iar cea mai scurtă, a opta, a măsurat 70 km, sub forma unui circuit organizat în orașul Curtea de Argeș.
La această ediție au participat echipe românești precum Dinamo Secrom București, Conpet Petrolul Ploiesti, Intersport Miercurea Ciuc, dar și echipe străine din Bulgaria, Ucraina, Germania sau Tunisia.